# Protea pendula
Protea pendula är en tvåhjärtbladig växtart som beskrevs av Robert Brown. Protea pendula ingår i släktet Protea och familjen Proteaceae. Inga underarter finns listade i Catalogue of Life.